# Konstantin Palaiologos (Sohn Andronikos’ II.)
Konstantin Dukas Komnenos Palaiologos (mittelgriechisch Κωνσταντῖνος Δούκας Κομνηνός Παλαιολόγος; * zwischen 1278 und 1281 in Konstantinopel; † um 1334/1335) war ein byzantinischer Prinz und Gouverneur.

## Leben
Konstantin war der zweite Sohn des Kaisers Andronikos II. Palaiologos und dessen erster Frau Anna, einer Tochter des ungarischen Königs Stephan V. Er kam in der Porphyra des Großen Palastes von Konstantinopel zur Welt und galt somit als Porphyrogennetos. Sein älterer Bruder war der spätere Mitkaiser Michael IX., außerdem hatte er drei jüngere Halbbrüder (Johannes, Theodoros, Demetrios). Seine jüngere Halbschwester Simonis war die spätere fünfte Ehefrau des serbischen Königs Stefan Milutin.
Seit 1294 war Konstantin mit Eudokia, der Tochter des Mesazon Theodoros Muzalon, verheiratet. Nach deren Tod ehelichte er vor 1320 Eudokia Neokaisareitissa. Ihre gemeinsame Tochter hieß Eudokia Palaiologina; mit einer Mätresse hatte er zudem den illegitimen Sohn Michael Katharos.
Konstantin wurde 1292 oder 1294 von Andronikos II. in den Rang eines Despoten erhoben. Um 1300 nahm er einer Witwe Geld weg, gab es ihr aber auf das Drängen des Senators Konstantin Palamas (Vater von Gregorios Palamas) wieder zurück. 1305 kämpfte er an der Seite seines Bruders Michael IX. gegen die Katalanische Kompanie, die den Byzantinern bei Apros in Thrakien eine vernichtende Niederlage zufügte. Als seine Halbschwester Simonis nach der Beisetzung ihrer Mutter in Konstantinopel (1317) auf der Rückreise in Serres Nonne werden sollte, verhinderte Konstantin dies und übergab sie den Serben. 1319 wurde er als Statthalter von Valona eingesetzt, von 1321 bis 1322 amtierte er als Gouverneur des Themas Thessalonike, das zu dieser Zeit auch das Strymon-Gebiet bis Melnik umfasste. Mit dem Dichter Manuel Philes stand er in Korrespondenz.
1322 wurde Konstantin Palaiologos auf Befehl seines Neffen Andronikos III., der sich in Thrakien zum Gegenkaiser aufgeschwungen und einen Bürgerkrieg entfacht hatte, als möglicher Thronrivale gefangen genommen und in Didymoticho in einem trockengelegten Brunnenschacht eingekerkert. Später milderte Andronikos III. die unmenschlichen Haftbedingungen und ließ seinen Onkel ins Mönchsgewand stecken. Unter dem Namen Kallistos verbrachte er den Rest seines Lebens in Klosterhaft.